# جيمس إف. بليك
جيمس إف. بليك (بالإنجليزية: James F. Blake)‏ هو سائق حافلة أمريكي، ولد في 14 أبريل 1912 في مونتغومري في الولايات المتحدة، وتوفي بنفس المكان في 21 مارس 2002 بسبب نوبة قلبية.